# José Francisco Malavé
José Francisco Malavé (Cumaná, 31 de mayo de 1971) es un ex jardinero venezolano de las Grandes Ligas que jugó de 1996 a 1997 con los Boston Red Sox. Es hermano de las también figuras del béisbol Omar Malavé y Benito Malavé.

## Carrera profesional

### Liga Venezolana de Béisbol Profesional
Malavé inició su carrera en la Liga Venezolana de Béisbol Profesional. Jugó 13 temporadas en la  pelota venezolana, con Magallanes, Caribes de Anzoátegui y Leones del Caracas. En 1989, debutó con los Navegantes del Magallanes a los 18 años de edad en un solo partido como corredor emergente. 
Con los Navegantes, participó en 9 temporadas, disputó 257 partidos de temporada regular, tomó 827 turnos, en los cuales conectó 196 imparables, dejando un promedio de bateo de .239. Marcó 39 dobles, 14 jonrones. Anotó 94 carreras y remolcó 98. Con los de Valencia, logró titularse campeón en dos oportunidades: en la 1995-1996 contra los Cardenales de Lara; y en la 1996-1997 frente a los Leones del Caracas.
En la final contra los larenses, Malavé tuvo una destacada participación. Tomó 27 turnos y dejó un promedio de .370, con 10 imparables, 3 jonrones y 10 carreras empujadas. En el quinto juego de la final, en el estadio José Bernardo Pérez, de la ciudad de Valencia, frente al grandes ligas Kelvin Escobar, conectó un jonrón con las bases llenas que originó la remontada que llevó a su equipo a obtener el campeonato. En el sexto partido disparó dos vuelacercas, contribuyendo al holgado marcador que terminó 12 carreras por 1. 
En la serie definitiva de la 1996-1997, cuando Magallanes derrotó a los Leones, también contribuyó en 17 turnos, con 4 imparables y 4 empujadas.
Para la campaña 2000-2001 fue cambiado a los Caribes, donde tuvo su mejor participación en la pelota venezolana. Logró un promedio de bateo de .348, al conectar 46 imparables en 132 turnos, con 6 jonrones y 23 carreras impulsadas. Ese año fue galardonado con el premio al Regreso del Año.
Con los Leones del Caracas tuvo su última zafra como jugador profesional en la 2003-2004.

### MLB y otras ligas
De 1990 a 1995 jugó en las ligas menores de béisbol de los Boston Red Sox y debutó con el equipo grande el 22 de mayo de 1996, contra los Seattle Mariners. Fue el venezolano número 88 que logró subir a grandes ligas. En partes de dos temporadas, Malavé bateó .226 con cuatro jonrones y 17 carreras impulsadas en 45 juegos de carrera.
Continuó su carrera en Japón, en 1998, cuando vistió la camiseta del Yokohama BayStars. Ese mismo año regresó a los Estados Unidos en la Liga Independiente de Nashua. Entre 1999 y 2000 formó parte de la experiencia en Corea en la formación de los Tigres de Haitai. En 2002 recaló en México, en los Reynosa Broncos. En 2003, tuvo la primera aventura italiana con la camiseta de béisbol de Rimini.

### Como técnico
Malavé también se desempeñó como entrenador de tercera base de la selección nacional de béisbol de Venezuela en el Clásico Mundial de Béisbol 2009 .
En la temporada 2016-2017 los Bravos de Margarita nombraron a Malavé como nuevo preparador de bateo a falta de cinco juegos para culminar la ronda eliminatoria, para el momento, se desempeñaba como instructor de bateo del equipo de la Liga de Desarrollo.
En la temporada 2019-2018, formó parte del personal técnico de los Tiburones de La Guaira, como instructor de bateo; al mando de Renny Osuna junto con Argenis Salazar, Carlos Colmenares en pitcheo, y Sheene Figueredo como cácher de bullpen.